# سيدي اعمر (ولاية تيبازة)
سيدي اعمر هي إحدى بلديات ولاية تيبازة الجزائرية.